# Love Guru
The Love Guru är en amerikansk komedifilm från 2008, i regi av Marco Schnabel. I filmen medverkar bland andra Mike Myers, Verne Troyer, Ben Kingsley, Jessica Alba och Justin Timberlake.

## Handling
Pitka, en amerikan uppfostrad av gurus utanför sitt hemland, återvänder till USA för att starta en karriär inom "hjälp-dig-själv"-branschen. Hans första uppdrag blir att hjälpa ett hockeyproffs, vars kärleksproblem har en inverkan på hans idrottskarriär
Hälsningsfrasen Mariska Hargitay som man använder är namnet på en amerikansk skådespelare som spelar huvudrollen i tv-serien Law & Order: Special Victims Unit vilken det även görs lite diskreta antydningar om i filmen.

## Rollista
- Mike Myers - Guru Maurice Pitka
- Romany Malco - Darren Roanoke
- Jessica Alba - Jane Bullard
- Meagan Good - Prudence Roanoke
- Verne Troyer - Punch Cherkov
- Justin Timberlake - Jacques "Le Coq" Grandé
- Telma Hopkins - Lillian Roanoke
- Manu Narayan - Rajneesh, Pitka's assistant
- John Oliver - Dick Pants
- Ben Kingsley - Guru Tugginmypudha
- Stephen Colbert - Jay Kell
- Jim Gaffigan - Trent Lueders
- Rob Huebel - Bar Patron
- Omid Djalili - Guru Satchabigknoba
- Laura Landauer - Céline Dion

### Spelar sig själva
- Mike Myers
- Mariska Hargitay
- Kanye West
- Val Kilmer
- Rob Blake
- Deepak Chopra
- Jessica Simpson
- Morgan Freeman